# Hoshina Masanao
Hoshina Masanao est un nom japonais traditionnel ; le nom de famille (ou le nom d'école), Hoshina, précède donc le prénom (ou le nom d'artiste).
Hoshina Masanao (保科 正直, 1542-21 octobre 1601) est un daimyo de l'époque Sengoku, au service du clan Takeda. Il succède à son père Masatoshi dans les rangs des principaux obligés des Takeda et reçoit le commandement d'une unité de 250 cavaliers. Masanao est expulsé du château de Takatō à la suite du siège de 1582 mais est bientôt autorisé à y retourner grâce à l'entremise du clan Hōjō. Après un bref conflit avec les forces de Tokugawa Ieyasu, Masanao devient un obligé des Tokugawa, mais est autorisé à conserver Takatō et s'installe dans la région de Kantō avec Ieyasu. Là, il reçoit le domaine de Tako.

## Source de la traduction
- (en) Cet article est partiellement ou en totalité issu de l’article de Wikipédia en anglais intitulé « Hoshina Masanao » (voir la liste des auteurs).